# Taxi Hunter
A Taxi Hunter (kínaiul: 的士判官) egy 1993-as hongkongi filmdráma, amit Herman Yau rendezett. 

## Szereplők
| Karakter     | Színész      | Megjegyzés |
| ------------ | ------------ | ---------- |
| Kin          | Anthony Wong | főszereplő |
| Yu Kai-Chung | Rongguang Yu |            |
| Gao          | Man-Tat Ng   |            |
| Mak Suet-Yan | Athena Chu   |            |